# خادم صوت
خادم الصوت هو برمجية تعمل في الخلفية وتعمل على إدارة الصوتيات في نظم التشغيل واستعمالها (غالبًا عبر بطاقات الصوت).

## خوادم الصوت في نظم التشغيل

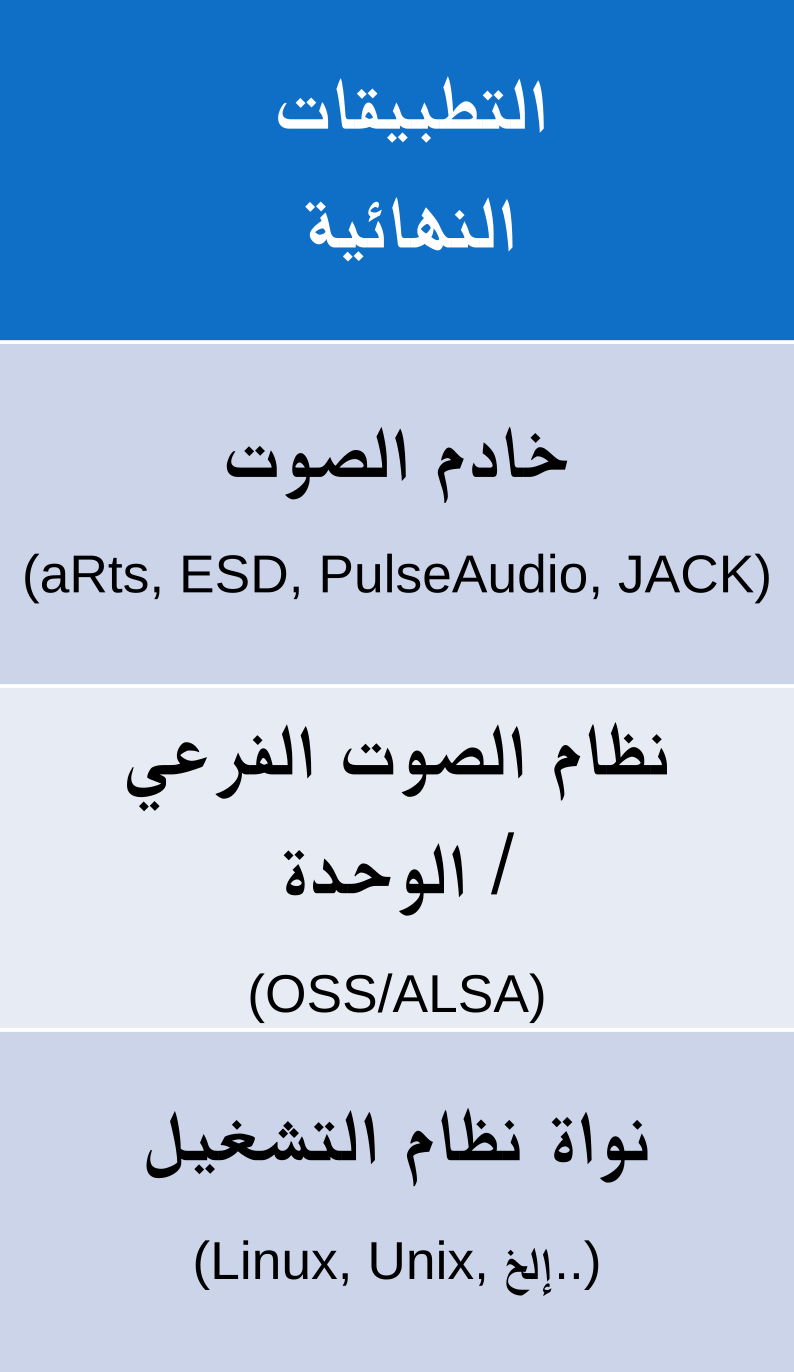
طبقات خادم الصوت

في نظم التشغيل الشبيهة بيونكس، يمزج خادم الصوت مسارات البيانات المختلفة (عادةً ما تكون صوتًا رقميًا خامًا ذي تضمين نبضي المرمز) وإرسال صوت واحد موحّد إلى المخرج. وتتم عملية المزج عادةً عن طريق البرمجيات، أو عن طريق العتاد إذا كانت بطاقة الصوت المستخدمة مدعومة.

### الطبقات
يصوّر "المكدس الصوتي" كما يلي، حيث تقوم البرمجيات في الطبقات العليا باستدعاء العناصر في الطبقات السفلى:
- التطبيقات (مثل: مشغّل الموسيقى، أو فيديو وِب)
- خادم الصوت (مثل: بلس أوديو، أو طاقم الاتصال الصوتي جاك، إلخ...)
- نظام الصوت الفرعي (مثل: معمارية صوت لينكس المتقدمة)
- نواة نظام التشغيل (مثل: لينكس، أو يونكس)

### الدوافع
ظهرت خوادم الصوت في أنظمة التشغيل الشبيهة بيونكس بعد إدراك محدودية نظام الصوت المفتوح (OSS)، فقد كان نظام الصوت المفتوح واجهة صوتية أساسية غير قادرة على تشغيل مسارات صوتية متعددة في وقت واحد، ولا التعامل مع بطاقات صوت متعددة، أو بث الصوت عبر الشبكة.
يمكن لخادم الصوت توفير هذه الميزات من خلال العمل كبرمجية خفية، فهو يستقبل الاتصالات من البرمجيات المختلفة وتدفقات الصوت، ويمزج هذه التدفقات، ثم يرسل الصوت الخام إلى جهاز الصوت.
يمكن للمستخدمين أيضًا ضبط تفضيلات الصوت العامة والخاصة بكل تطبيق على حدة عبر تفضيلات خادم الصوت.

### المشاكل
اعتبارًا من عام 2025، توجد خوادم صوتية متعددة؛ يركز بعضها على توفير زمن استجابة منخفض جدًا، بينما يركز البعض الآخر على الميزات المناسبة لنظم سطح المكتب العمومية. وفي حين أن هذا التنوع يتيح للمستخدم اختيار الميزات المهمة لتطبيق معين فقط، إلا أنه يُجبر المطورين على استيعاب هذه الخيارات من خلال إنشاء مصادر برمجية متوافقة مع مختلف الخوادم الصوتية المتاحة. ونتيجة لذلك، أدى هذا التنوع إلى الرغبة في وجود واجهة برمجة تطبيقات (API) موحدة لتوحيد الجهود.

## وصلات خارجية
- مقدمة لصوتيات لينكس
- استراتيجية جنوم 2.0 للوسائط المتعددة